# Hertford (Engeland)
Hertford is een civil parish in het bestuurlijke gebied East Hertfordshire en vormt de bestuurszetel van het Engelse graafschap Hertfordshire. De plaats ligt aan de rivier de Lea. In 2011 telde Hertford 26.783 inwoners.

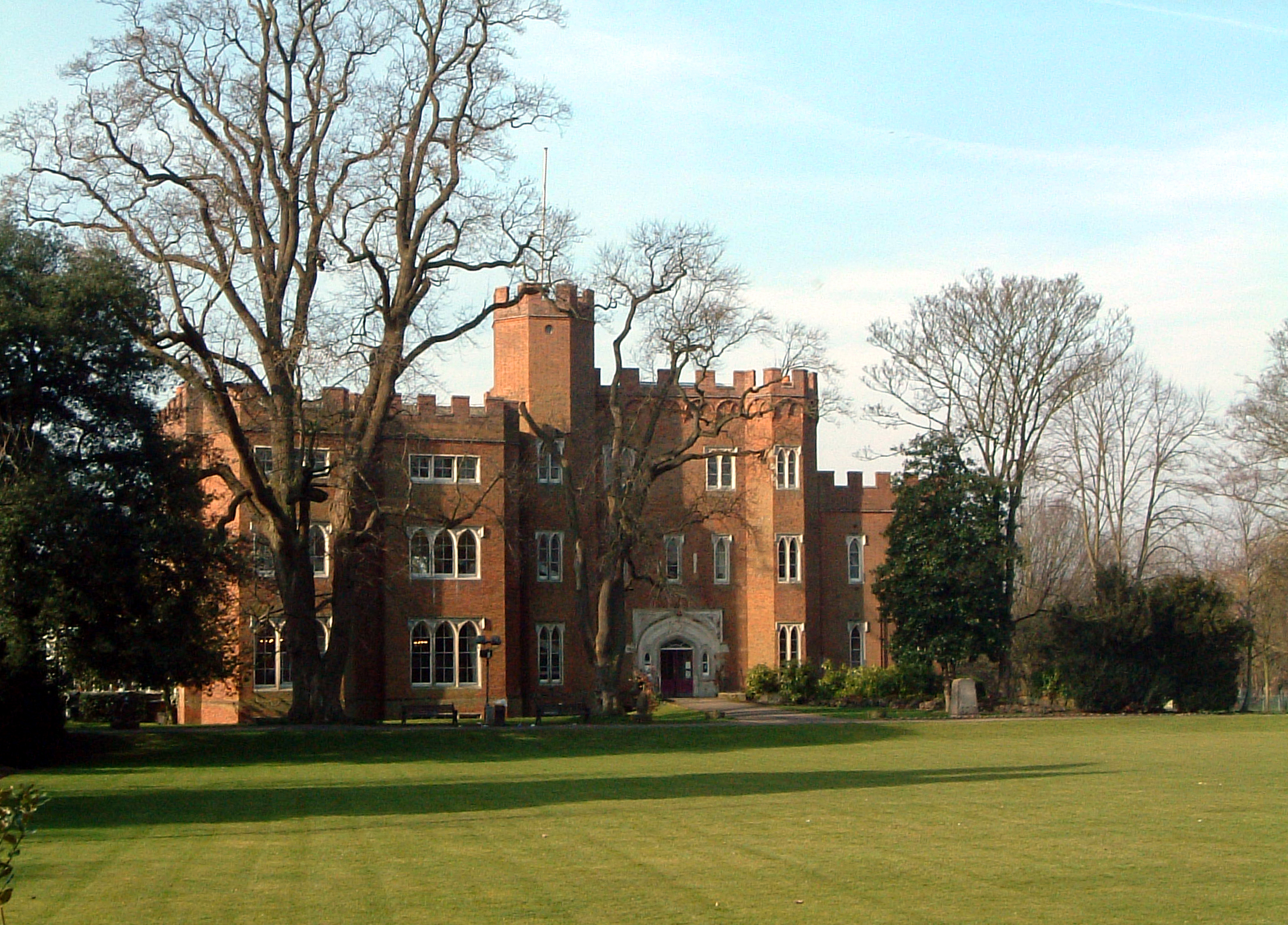
Kasteel van Hertford
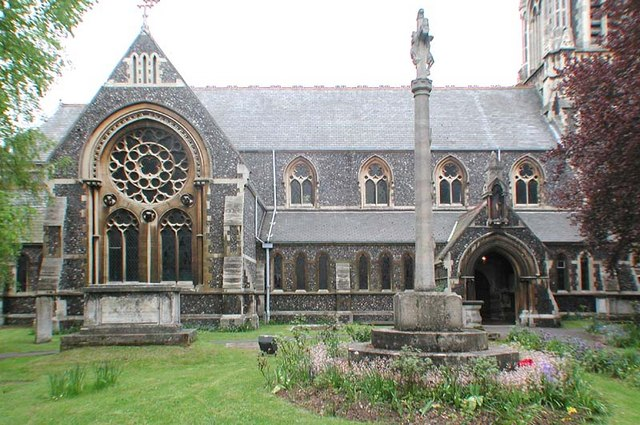
St Andrew, Hertford

## Geboren
- Catharina van Lancaster, koningin-gemalin van Castilië van 1393-1406 en koningin-regentes van 1406-1418
- Dani Filth, zanger en tekstschrijver van de Britse metalband Cradle of Filth
- George Ezra, zanger